# Parafia św. Dymitra w Starym Wołowie
Parafia św. Dymitra – parafia prawosławna w Starym Wołowie, w dekanacie Wrocław diecezji wrocławsko-szczecińskiej.
Na terenie parafii funkcjonuje 1 cerkiew:
- cerkiew św. Dymitra w Starym Wołowie – parafialna

## Historia
Parafia powstała w 1949. Od 1952 użytkuje XIX-wieczny poewangelicki kościół, przystosowany do potrzeb liturgii prawosławnej. Obecnie wspólnota jest niewielka; w 2013 liczyła 15 wiernych. Nabożeństwa odprawiane są co dwa tygodnie.

## Wykaz proboszczów
- – ks. Atanazy Sławiński
- 1970–1973 – ks. Jerzy Doroszkiewicz
- – ks. Eugeniusz Cebulski
- 1976–1993 – ks. Konstanty Marczyk
- od 1993 – ks. Aleksander Konachowicz